# William Heise
Pour les articles homonymes, voir Heise.
William Heise est un directeur de la photographie, producteur, réalisateur et acteur américain, né en 1847, mort le 14 février 1910. Il est surtout connu pour avoir participé en tant que cadreur (ou caméraman, mots inconnus à l’époque) aux tout premiers films du cinéma en 1891.

## Biographie et histoire
William Heise rejoint l’inventeur et industriel américain Thomas Edison en devenant l’assistant de William Kennedy Laurie Dickson, ingénieur électricien recruté avec Charles A. Brown dans le but d’organiser un atelier qui devait imaginer, fabriquer et expérimenter un couple d’appareils capables d’enregistrer des images de sujets en mouvement et de les reproduire. Brown et Dickson, encouragés par Edison qui avait déjà inventé le phonographe à cylindre d’étain, cherchèrent d’abord à utiliser de la même façon un cylindre de verre enduit de collodion (émulsion photosensible réagissant rapidement à la lumière). 
Le but ultime d’Edison était de coupler deux appareils (l’un appelé Kinétographe pour enregistrer l’image, l’autre le Kinétoscope pour visionner les images ainsi impressionnées) avec le Phonographe dont il était l’inventeur en 1877, pour réaliser son rêve : « On pourrait ainsi assister à un concert du Metropolitan Opera cinquante ans plus tard, alors que tous les interprètes auraient disparu depuis longtemps. » Mais le projet bute sur une difficulté de taille : l’enregistrement des images est plus gourmand en place que celui du son, et l’idée du cylindre chronophotographique (qui aurait pourtant tourné parfaitement en synchronisme avec celui du son, disposé sur le même axe moteur) est abandonnée, après avoir produit des images peu lisibles (comme les Monkeyshines, No. 1, No. 2 et 3).
Dickson réoriente ses recherches en octobre 1890, et prend cette fois William Heise comme assistant. Il le choisit car Heise a une solide expérience dans la technique d’avancement des rouleaux de papier liés au télégraphe électrique, dont Thomas Edison fut dans son adolescence un habile opérateur.
Une invention va tout changer et permettre la naissance du cinéma, en résolvant le problème d’un support capable de contenir une grande quantité de photogrammes. En 1888, l’Américain John Carbutt invente le film souple de nitrate de cellulose qu’en 1889 l’industriel de la photographie George Eastman commercialise sous forme d’un ruban lisse de 70 mm de large.
Dickson et William Heise développent et mettent au point, en suivant des indications griffonnées d’Edison, deux machines dont la primordiale est celle qui enregistre les films (c’est Edison qui utilisa le premier ce mot anglais pour désigner les bobineaux de pellicule impressionnés). Le kinétographe est une grosse boîte, lourde, branchée sur une ligne électrique ou une encombrante batterie car elle fonctionne avec une came à rochet qui est en fait imitée du système d’échappement à ancre d’horlogerie, dont l’oscillation est actionnée par deux électro-aimants. Les trois hommes ont eu l’idée — observée sur le télégraphe électrique — de perforer le ruban Eastman pour assurer son défilement régulier dans les deux appareils, après l’avoir découpé en trois rouleaux de 19 mm de large qu’ils ont doté sur un seul côté de 6 perforations. Dans la caméra, cette pellicule circule à l’horizontal, et les images sont circulaires (selon la tradition des jouets optiques), d'un diamètre d'un pouce (12-13 mm).
En 1891, cette caméra va enregistrer des essais, Dickson et Heise se filmant mutuellement, improvisant une fausse partie de boxe, se donnant une poignée de mains, satisfaits de leurs résultats. L’un des essais, filmé par William Heise, qui faisait ainsi office de directeur de la photographie, montre un cérémonial coup de chapeau qu’adresse William Dickson en direction de la caméra (regard caméra), film présenté pour la première fois à un public le 20 mai 1891. Dickson Greeting, grâce à la connaissance que nous en ont donnée les copies sur VHS et DVD, est considéré de plus en plus souvent comme le premier film de l’histoire du cinéma,. La pellicule au format de 19 mm de large et une seule rangée de perforations laisse quand même insatisfait le trio Edison-Dickson-Heise. Ils décident de couper en deux dans sa longueur le rouleau Eastman, obtenant ainsi deux bandes de 35 mm de large qu'ils dotent cette fois de deux rangées de perforations latérales, à raison de 2 × 4 perforations par photogramme. C'est le 35 mm que nous connaissons encore aujourd'hui. « Edison fit accomplir au cinéma une étape décisive en créant le film moderne de 35 mm, à quatre paires de perforations par image. »
En octobre 1892, un dessinateur et inventeur français, Émile Reynaud invente à la fois le premier dessin animé de l’histoire du cinéma en traçant ses personnages coloriés sur des carrés de gélatine reliés entre eux, qu’il projette ensuite sur un grand écran devant un public payant assemblé, inventant ainsi, trois ans avant celle des frères Lumière, la projection cinématographique. En 1894, Antoine, le père des deux frères, assiste à Paris à l’une de ces projections, de même qu’il découvre le kinétoscope, la machine de Dickson et de Heise qui permet de visionner individuellement les films Edison qui sont maintenant réalisés dans le premier studio de cinéma, la Black Maria. Mais Antoine Lumière a été fasciné par les projections de Reynaud et quand il revient à Lyon, il demande à ses fils d’étudier l’image animée du type Edison en vue de la projeter à la manière de Reynaud. On sait avec quelle ingéniosité Louis Lumière conduisit la recherche qui mena fin 1895 aux premières projections du cinématographe, sonnant le glas du kinétoscope. Edison se vit obligé de racheter le brevet d’un appareil de projection en 1896, dépassé momentanément par son concurrent français.
William Dickson s’était pourtant battu pour qu’Edison lui permette d’étudier la fabrication d’un appareil de projection, mais le têtu et autoritaire inventeur avait pour une fois manqué de clairvoyance et s’y était farouchement opposé. Le succès grandissant des Kinetoscope Parlors lui paraissait suffisant et commercialement bien orienté. Dickson quitta son service et rejoignit une famille (celle de Woodville Latham) qui réussit à présenter des films Edison en projection avant les frères Lumière, mais la qualité de projection fut éclipsée dans le monde par celle des industriels lyonnais.
À partir de 1896, ce fut donc William Heise qui remplaça Dickson au poste de réalisateur et de directeur de la photographie, accumulant plusieurs dizaines de films, dont le célèbre The Kiss, premier baiser au cinéma. Il fut ensuite moins bien servi, balayé par de nouveaux arrivants du cinéma américain, plus inventif.
William Heise reste l’un des principaux noms du cinéma primitif (1890-1900).

## Filmographie
Comme directeur de la photographie
- 1890 : Monkeyshines, No. 1
- 1890 : Monkeyshines, No. 2
- 1890 : Monkeyshines, No. 3
- 1891 : Newark Athlete
- 1891 : Monkey and Another, Boxing
- 1891 : Men Boxing
- 1891 : Duncan Smoking
- 1891 : Duncan or Devonald with Muslin Cloud
- 1891 : Duncan and Another, Blacksmith Shop
- 1891 : Dickson Greeting
- 1892 : Wrestling
- 1892 : Man on Parallel Bars
- 1892 : A Hand Shake
- 1892 : Fencing
- 1892 : Boxing
- 1893 : Horse Shoeing
- 1893 : Blacksmith Scene
- 1894 : Wrestling Match
- 1894 : The Wrestling Dog
- 1894 : Whirlwind Gun Spinning
- 1894 : Unsuccessful Somersault
- 1894 : Trapeze
- 1894 : Trained Bears
- 1894 : Sioux Ghost Dance
- 1894 : Ruth Dennis
- 1894 : Rat Killing
- 1894 : The Pickaninny Dance, from the 'Passing Show'
- 1894 : Oriental Dance
- 1894 : Organ Grinder
- 1894 : Miss Lucy Murray
- 1894 : Men on Parallel Bars
- 1894 : Luis Martinetti, Contortionist
- 1894 : Leonard-Cushing Fight
- 1894 : Imperial Japanese Dance
- 1894 : The Hornbacker-Murphy Fight
- 1894 : Highland Dance
- 1894 : Hadj Cheriff
- 1894 : Glenroy Bros., No 2
- 1894 : French Dancers
- 1894 : Fred Ott Holding a Bird
- 1894 : Fancy Club Swinger
- 1894 : Edison Employee Picnic
- 1894 : Dogs Fighting
- 1894 : Dickson Experimental Sound Film
- 1894 : Cupid's Dance
- 1894 : The Cock Fight
- 1894 : Cock Fight, No 2
- 1894 : The Carnival Dance
- 1894 : Carmencita
- 1894 : Caicedo (with Spurs)
- 1894 : Caicedo (with Pole)
- 1894 : Buffalo Dance
- 1894 : Buffalo Bill
- 1894 : Bucking Broncho
- 1894 : Boxing Match
- 1894 : Les Chats boxeurs (The Boxing Cats (Prof. Welton's))
- 1894 : Boxing
- 1894 : Bertoldi (Table Contortion)
- 1894 : Bertoldi (Mouth Support)
- 1894 : A Bar Room Scene
- 1894 : The Barbershop
- 1894 : Band Drill
- 1894 : Athlete with Wand
- 1894 : Armand D'Ary
- 1894 : Annie Oakley tirant à la Winchester
- 1894 : Annabelle Sun Dance
- 1894 : Butterfly Dance
- 1894 : Amateur Gymnast, No. 2
- 1894 : Edison Kinetoscopic Record of a Sneeze
- 1894 : Sandow
- 1894 : Souvenir Strip of the Edison Kinetoscope
- 1894 : The Widder
- 1894 : Topack and Steele
- 1894 : Fire Rescue Scene
- 1894 : Finale of 1st Act, Hoyt's 'Milk White Flag'
- 1894 : Dance
- 1895 : Umbrella Dance
- 1895 : Silver Dance
- 1895 : Short Stick Dance
- 1895 : Robetta and Doretto, No. 3
- 1895 : Princess Ali
- 1895 : Paddle Dance
- 1895 : New Bar Room
- 1895 : John W. Wilson and Bertha Waring
- 1895 : Joan of Arc
- 1895 : Elsie Jones, No. 2
- 1895 : Annabelle Serpentine Dance
- 1895 : Robetta and Doretto, No. 1
- 1895 : The Rixfords, No. 2
- 1895 : The Rixfords, No. 1
- 1895 : Elsie Jones
- 1895 : Chinese Laundry Scene
- 1895 : The Execution of Mary Stuart
- 1896 : Watermelon Contest
- 1896 : View from Gorge Railroad
- 1896 : Telephone Appointment
- 1896 : Steamer 'Rosedale'
- 1896 : Sidewalks of New York
- 1896 : Shooting the Chutes
- 1896 : Pat vs. Populist
- 1896 : Paterson Falls
- 1896 : Passaic Falls, New Jersey
- 1896 : The Morning Alarm
- 1896 : Lucille Sturgis
- 1896 : Lone Fisherman
- 1896 : Irish Way of Discussing Politics
- 1896 : Interrupted Lover
- 1896 : Going to the Fire
- 1896 : Fourteenth and Broadway
- 1896 : Fatima's Coochee-Coochee Dance
- 1896 : Edison Drawn by 'World' Artist
- 1896 : Cissy Fitzgerald
- 1896 : Broadway at Post Office
- 1896 : Broadway at 14th Street
- 1896 : Bowling Green
- 1896 : Boat Rescue
- 1896 : The Bad Boy and the Gardener
- 1896 : Amy Muller
- 1896 : Feeding the Doves
- 1896 : The Tramp: Milk White Flag
- 1896 : Surf at Long Branch
- 1896 : A Morning Bath
- 1896 : The Burning Stable
- 1896 : Mounted Police Charge
- 1896 : A Morning Alarm
- 1896 : Rapids at Cave of the Winds
- 1896 : Black Diamond Express
- 1897 : The Little Reb
- 1897 : The First Sleigh-Ride
- 1897 : Butterfly Dance
- 1897 : Fifth Avenue, New York
- 1897 : Mr. Edison at Work in His Chemical Laboratory
- 1897 : Water Fall in the Catskills
- 1897 : Sheep Run, Chicago Stockyards
- 1897 : Philadelphia Express, Jersey Central Railway
- 1897 : Buffalo Fire Department in Action
- 1897 : Admiral Cigarette
- 1897 : Charity Ball
- 1903 : Cock Fight, No 2

Comme producteur
- 1891 : Newark Athlete
- 1891 : Monkey and Another, Boxing
- 1891 : Men Boxing
- 1891 : Duncan Smoking
- 1891 : Duncan or Devonald with Muslin Cloud
- 1891 : Duncan and Another, Blacksmith Shop
- 1891 : Dickson Greeting
- 1895 : Silver Dance
- 1895 : Short Stick Dance
- 1895 : Princess Ali
- 1895 : Paddle Dance
- 1895 : Billy Edwards and the Unknown
- 1896 : The Morning Alarm
- 1896 : Mess Call
- 1897 : Bowery Waltz

Comme réalisateur
- 1890 : Monkeyshines, No. 1
- 1891 : Men Boxing
- 1896 : The Kiss
- 1897 : Admiral Cigarette
- 1898 : Hockey Match on the Ice

Comme acteur
- 1892 : A Hand Shake